# Route magistrale 23 (Serbie)
Pour les articles homonymes, voir Route 23.
La route magistrale 23 (en serbe : Државни пут ІВ реда број 23, Državni put IB reda broj 23 ; Магистрала број 23, Magistrala broj 23) est une route nationale de Serbie qui débute dans la localité de Koševi près de Kruševac passant par les villes serbes de Trstenik, Vrnjačka Banja, Kraljevo, Čačak, Lučani, Požega, Užice, Čajetina, Nova Varoš et Prijepolje pour arriver jusqu’à la frontière serbo-monténégrine.
Cette route nationale fait également partie de la route européenne 761 entre la ville de Vrnjačka Banja et le village de Branešci mais aussi de la route européenne 763 entre le village de Pakovraće et la frontière serbo-monténégrine.
À ce jour[Quand ?], elle ne comporte aucune section autoroutière (voie rapide en 2 x 2 voies).

## Routes européennes
La route magistrale 23 est aussi :
| Numéro | Tracé                                                      |
| ------ | ---------------------------------------------------------- |
| E761   | Entre la ville de Vrnjačka Banja et le village de Branešci |
| E763   | Entre le village de Pakovraće et le poste-frontière Gostun |

## Galerie d'images

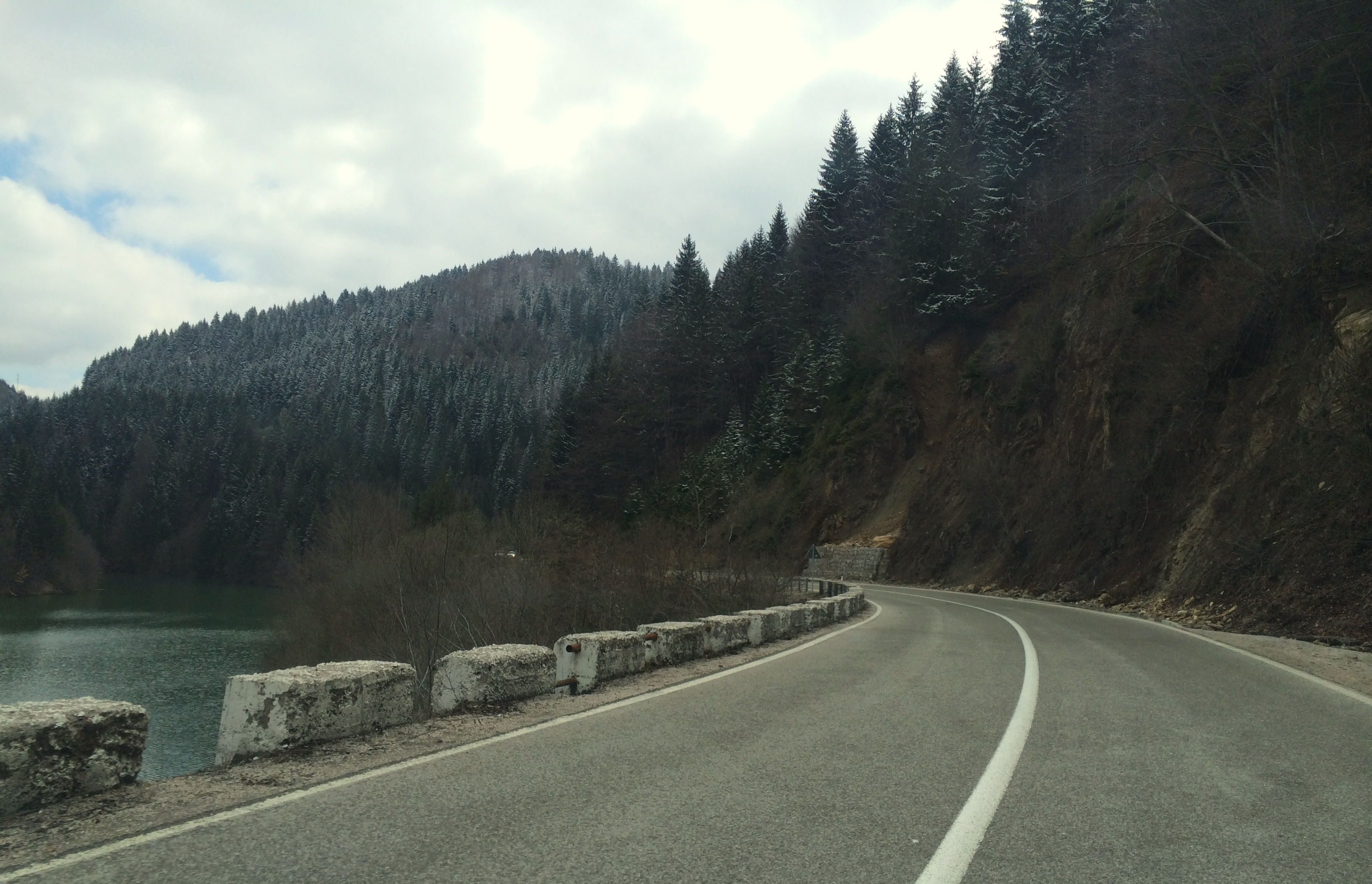
La Route Magistrale 23 près de Amzići (Nova Varoš)
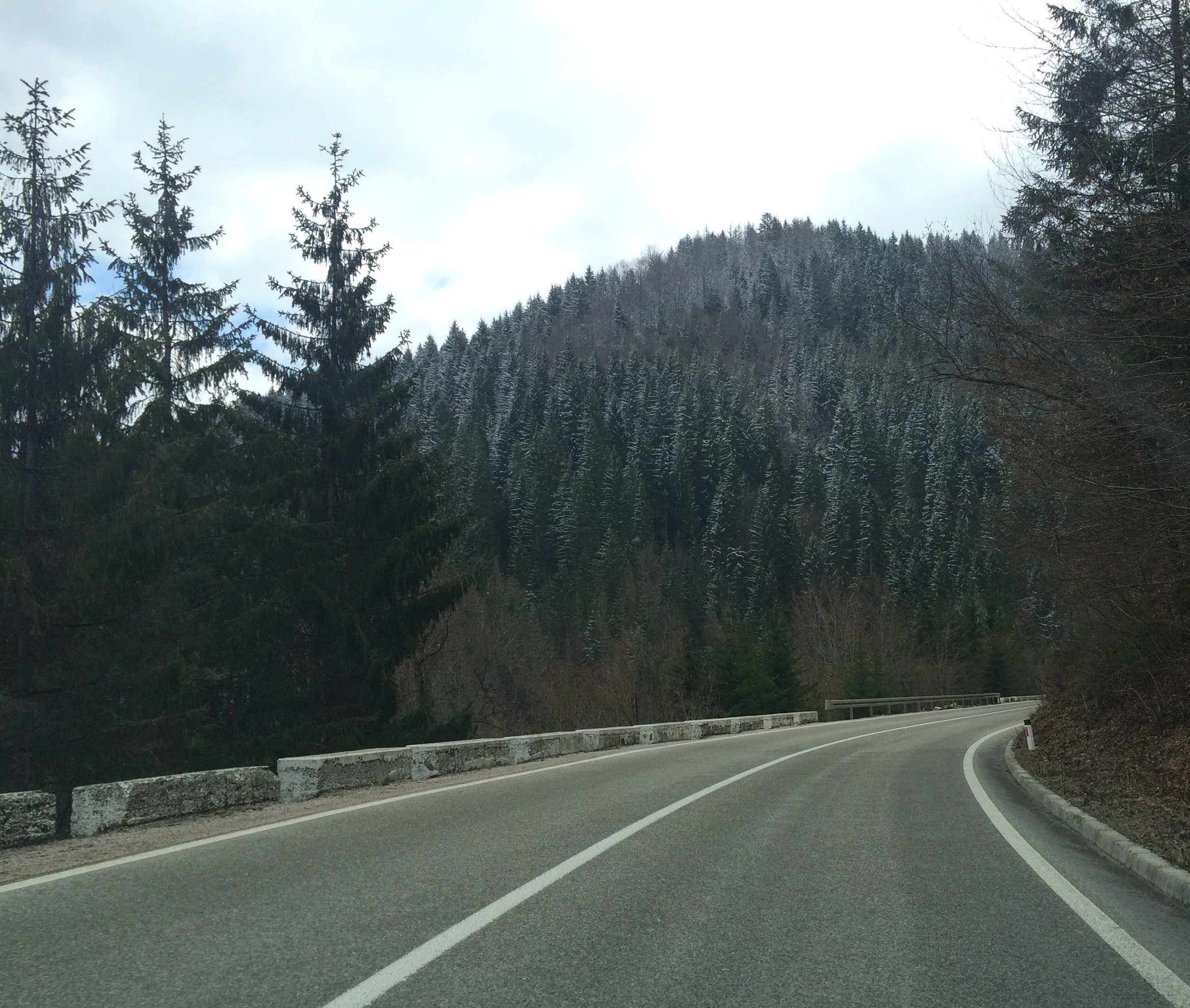
La Route Magistrale 23 près de Amzići (Nova Varoš)
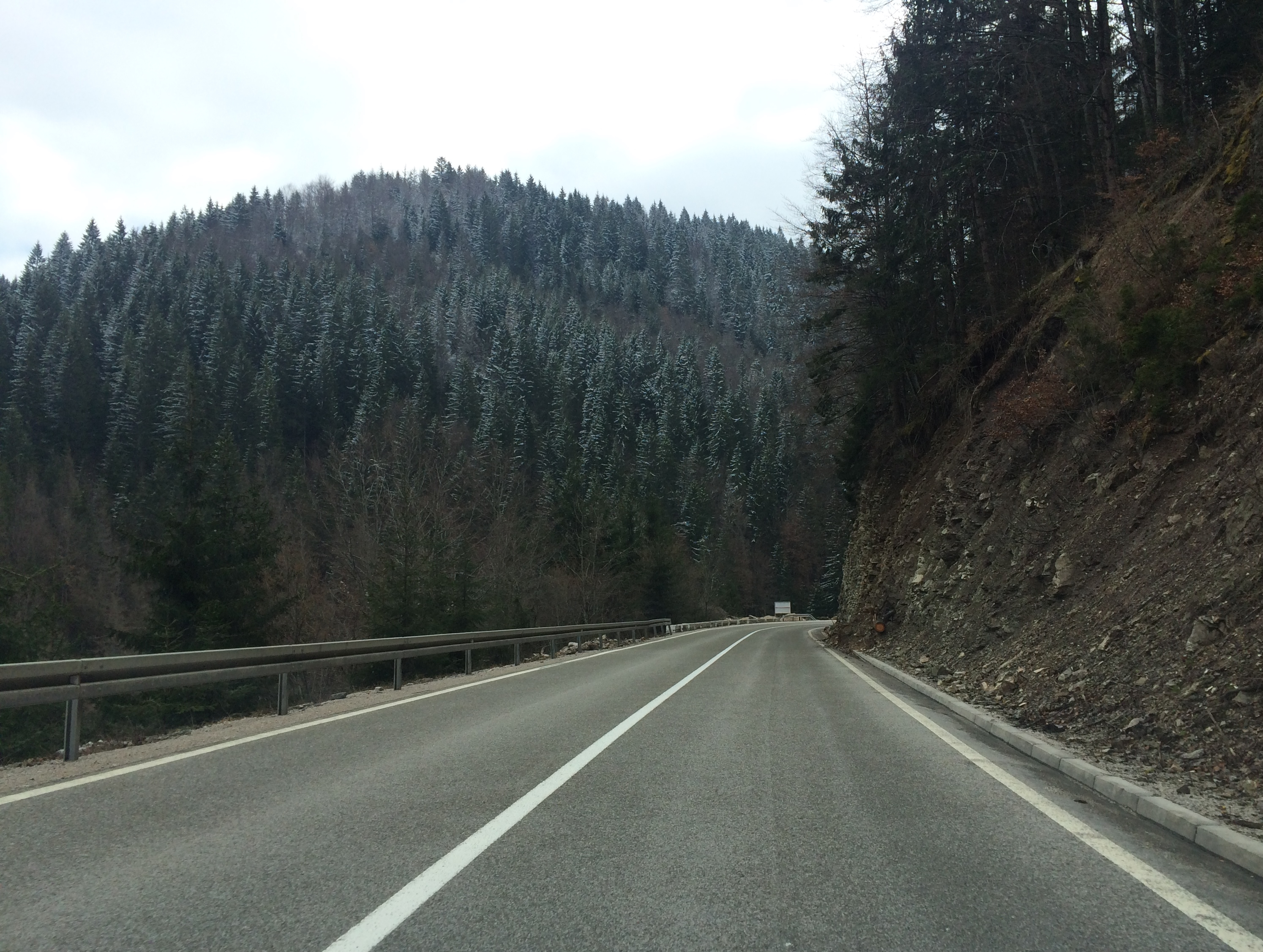
La Route Magistrale 23 près de Amzići (Nova Varoš)
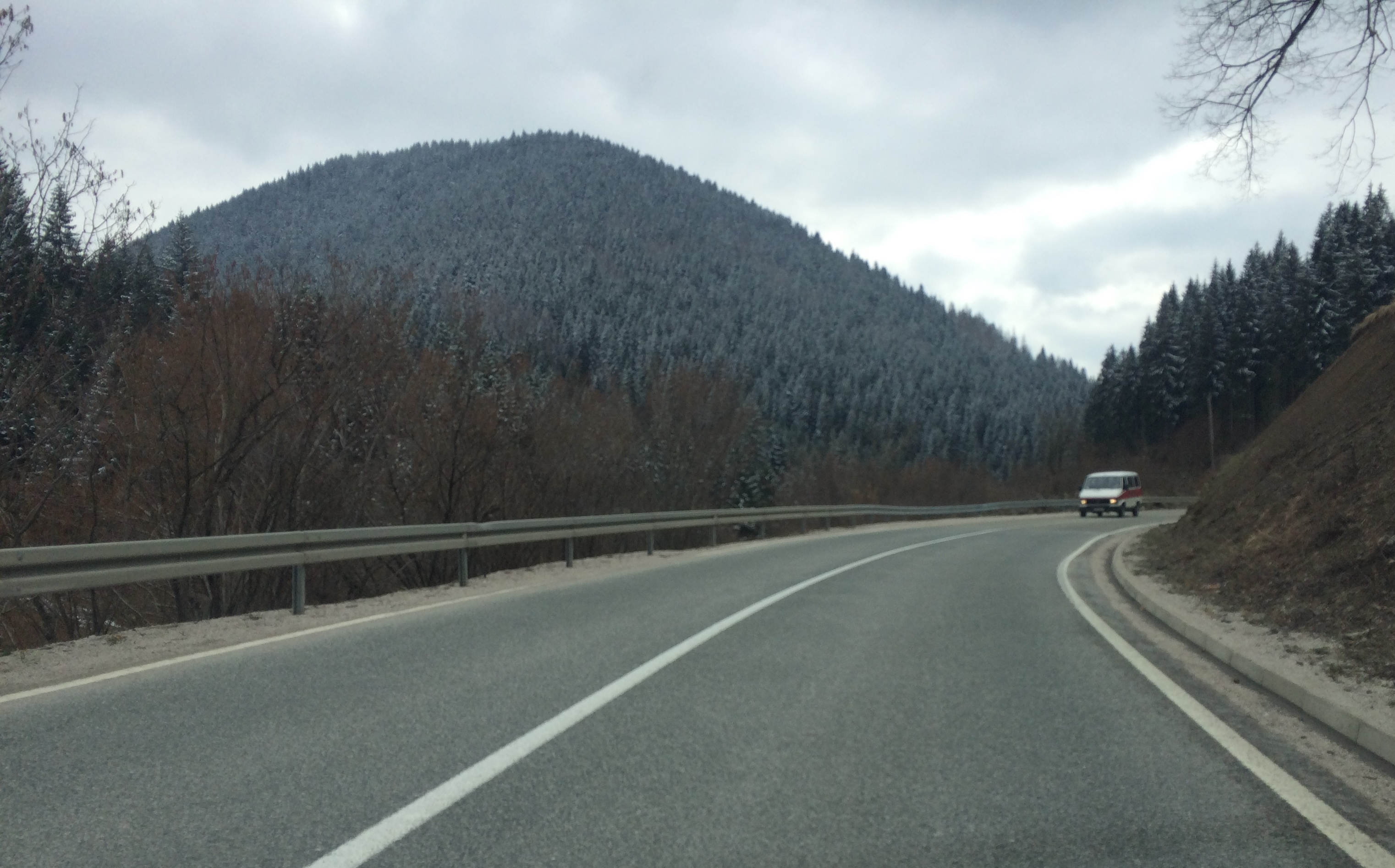
La Route Magistrale 23 près de Amzići (Nova Varoš)
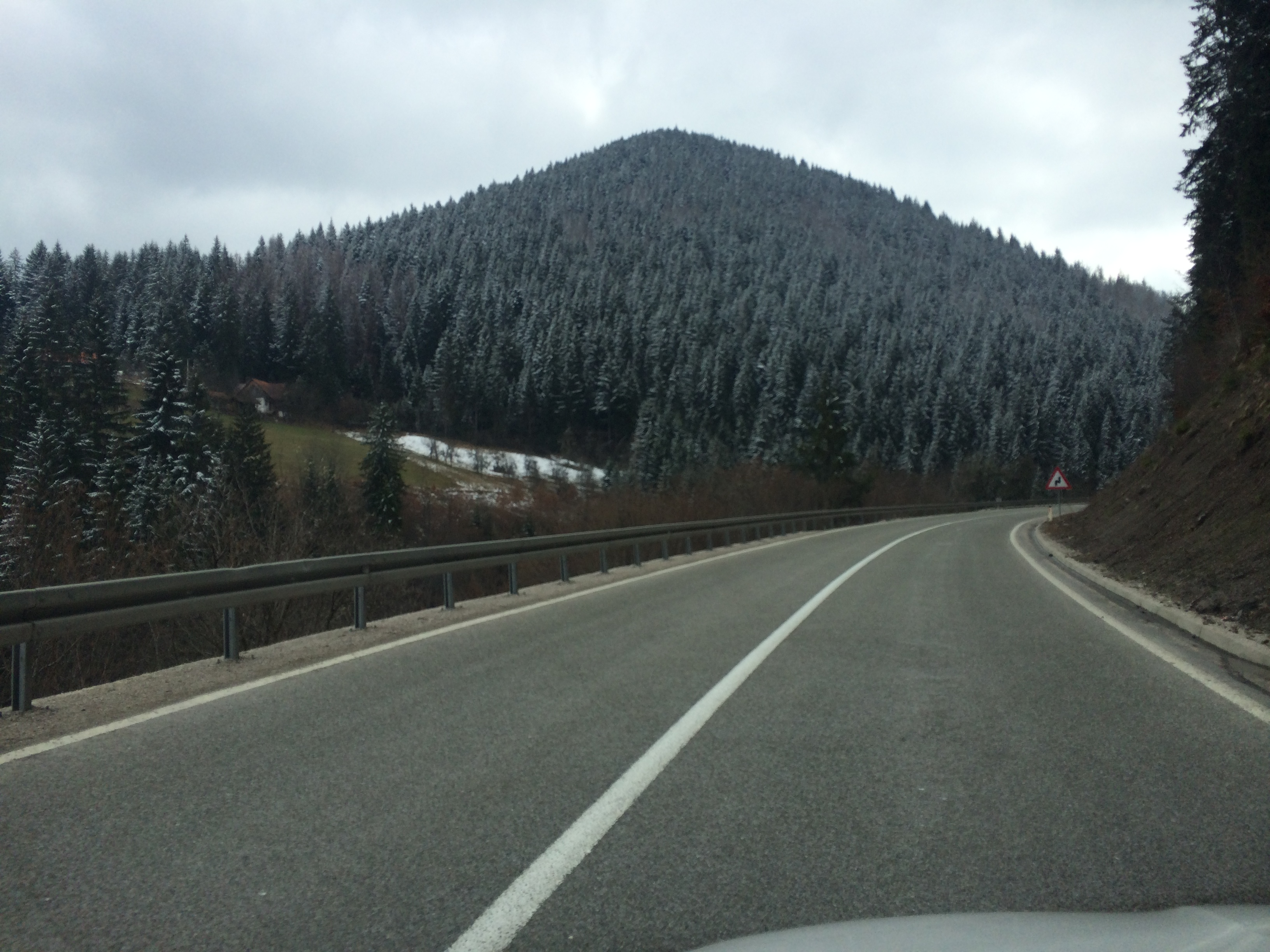
La Route Magistrale 23 près de Amzići (Nova Varoš)
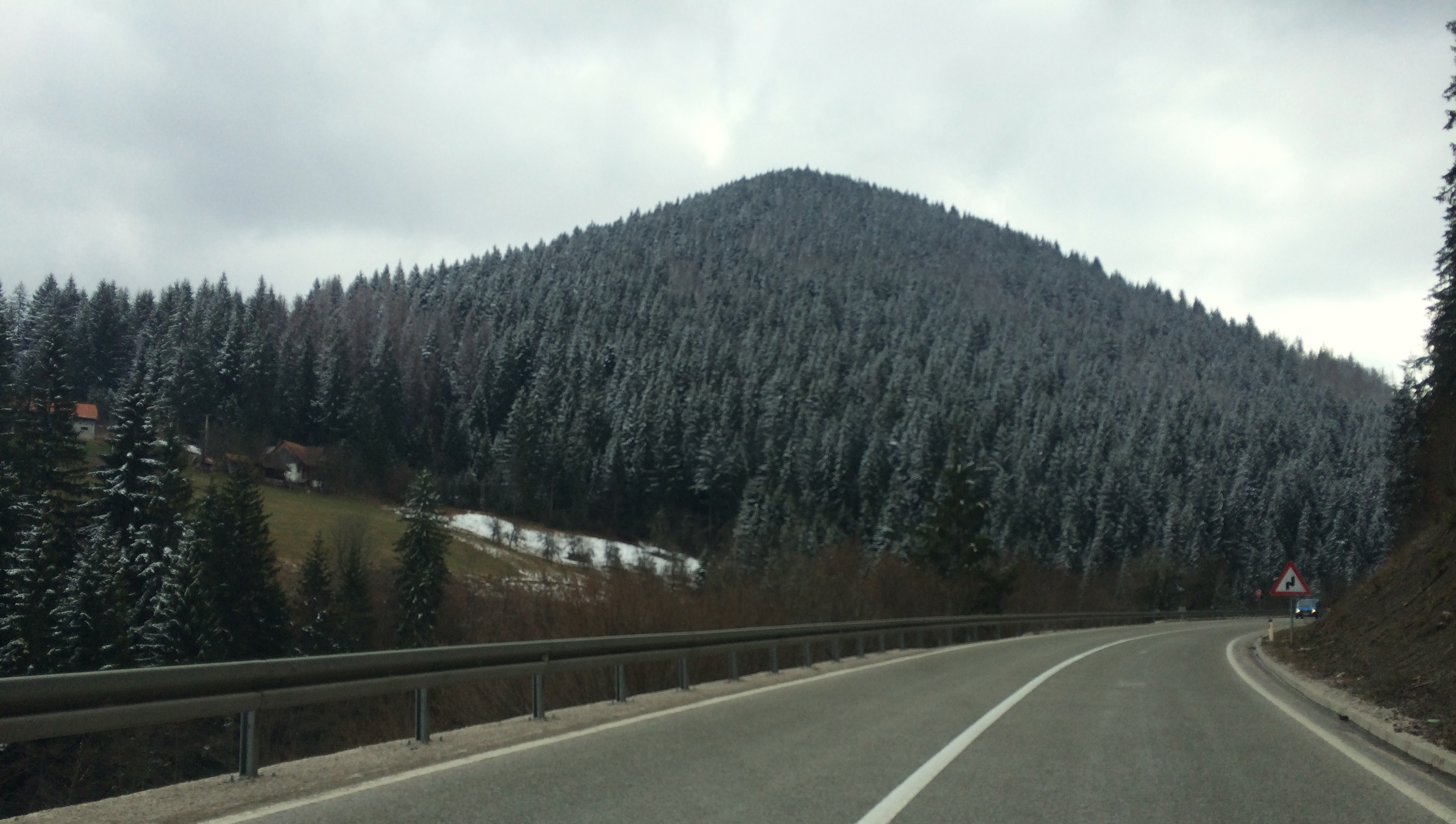
La Route Magistrale 23 près de Amzići (Nova Varoš)